# Meillers
Meillers – miejscowość i gmina we Francji, w regionie Owernia-Rodan-Alpy, w departamencie Allier.

## Demografia
Według danych na rok 1990 gminę zamieszkiwały 173 osoby, a gęstość zaludnienia wynosiła 7 osób/km². W styczniu 2015 r. Meillers zamieszkiwały 153 osoby, przy gęstości zaludnienia wynoszącej 6,2 osób/km².